# Carroll Dickerson
Carroll Dickerson (* 11. November 1895; † 9. Oktober 1957 in Chicago) war ein US-amerikanischer Bandleader und Violinist des Oldtime Jazz und Swing.

## Leben und Wirken
Carroll Dickerson spielte eine bedeutende Rolle als Bandleader in Chicago. Zunächst leitete er 1922 bis 1924 eine im „Sunset Cafe“ auftretende Band, mit der auch auf eine längere Tournee ging, in der Louis Armstrong rasch bekannt wurde (und an seine Stelle trat). Seine „Carroll Dickerson Savoyagers“ traten dann im Savoy Ballroom auf, aber auch im New York der späten 1920er Jahre. In seinem „Savoy Orchestra“ spielten Musiker wie Louis Armstrong, Buster Bailey, George Mitchell, Earl Hines und Zutty Singleton. Die Musiker der zweiten Ausgabe von Louis Armstrong and His Hot Five von 1928 waren Musiker des Dickerson-Orchesters. Außerdem war er mit King Oliver auf Tournee. Er leitete kurz die Mills Blue Rhythm Band, bevor er wieder nach Chicago zurückkehrte. Unter eigenem Namen nahm er 1927 die Titel Savoyagers Stomp und Symphony Raps (mit seinen Savoyagers, hinter denen sich Armstrongs Savoy Ballroom Five verbarg) auf.

## Auswahldiskographie
- Louis Armstrong: Hot Fives and Hot Sevens (JSP, rec. 1928, ed. 2000)
- King Oliver and his Orchestra (RCA, 1929–1930)